# Waukeenah
Waukeenah es un lugar designado por el censo ubicado en Jefferson en el estado estadounidense de Florida. En el Censo de 2010 tenía una población de 272 habitantes y una densidad poblacional de 32,57 personas por km².

## Geografía
Waukeenah se encuentra ubicado en las coordenadas 30°23′44″N 83°58′32″O / 30.39556, -83.97556. Según la Oficina del Censo de los Estados Unidos, Waukeenah tiene una superficie total de 8.35 km², de la cual 8.18 km² corresponden a tierra firme y (2.05%) 0.17 km² es agua.

## Demografía
Según el censo de 2010, había 272 personas residiendo en Waukeenah. La densidad de población era de 32,57 hab./km². De los 272 habitantes, Waukeenah estaba compuesto por el 72.43% blancos, el 26.47% eran afroamericanos, el 0% eran amerindios, el 0% eran asiáticos, el 0.74% eran isleños del Pacífico, el 0% eran de otras razas y el 0.37% pertenecían a dos o más razas. Del total de la población el 1.1% eran hispanos o latinos de cualquier raza.